# Louis Østrup
Louis Østrup (Copenaghen, 23 aprile 1876 – 12 gennaio 1951) è stato un allenatore di calcio danese.

## Carriera

### Nazionale
Fu l'allenatore della Nazionale danese che partecipò ai Giochi olimpici del 1912, condusse la squadra alla vittoria della medaglia d'argento.

## Palmarès

### Nazionale
- Argento olimpico: 1

Stoccolma 1912